# 福岡市立住吉中学校
福岡市立住吉中学校（ふくおかしりつ すみよしちゅうがっこう）とは、福岡県福岡市南区清水にあった公立中学校。
2015年（平成27年）4月に小・中学校を統合した「住吉小中学校」となった。
跡地は2023年4月に福岡市立特別支援学校「清水高等学園」が開校している。

## 沿革
- 1954年（昭和29年） - 福岡市立住吉中学校分校完成。
- 1955年（昭和30年）4月1日 - 独立に伴い、校名を住吉中学校とする。本校は福岡市立東住吉中学校となる。
- 2015年（平成27年）4月1日 - 小・中学校を統合した「福岡市立住吉小中学校」となる（施設一体型のため、条例上は移転扱い）[1]。
- 2023年（令和5年）4月1日 - 跡地に福岡市立特別支援学校「清水高等学園」が開校。

## 交通
- JR博多駅から徒歩20分

## 部活
- 野球部
- サッカー部
- バレー部（女子）
- テニス部(軟式)（女子）
- バスケット部（男子・女子）
- 剣道部
- ものづくり部（技術分野・美術分野）

## 移転後
跡地は移転後の2023年4月1日に福岡市立特別支援学校「清水高等学園」となり校舎も引き継がれた。